# Dżuba (hrabstwo)
Dżuba – hrabstwo w Sudanie Południowym, w stanie Ekwatoria Środkowa. W 2008 roku liczyło 368 436 mieszkańców (164 943 kobiet i 203 493 mężczyzn) w 61 586 gospodarstwach domowych. Dzieli się na 16 mniejszych jednostek administracyjnych zwanych payam:
- Bungu
- Dolo
- Ganji
- Gondokoro
- Juba Town
- Kator
- Lirya
- Lokiliri
- Lobonok
- Mangala South
- Munuki
- Northern Bari
- Rejaf
- Rokon
- Tijor
- Wonduruba